# Stazione di Dimitrovgrad
La stazione di Dimitrovgrad (in serbo: Железничка станица Димитровград) è la principale stazione ferroviaria internazionale di Dimitrovgrad, Serbia posta sulle linee Niš-Dimitrovgrad e Dimitrovgrad-Svilengrad.